# Douglas (football, 1982)
Pour les articles homonymes, voir Douglas.
Douglas dos Santos, plus connu sous le nom de Douglas, est un footballeur brésilien né le 18 février 1982 à Criciúma, au Brésil. Actuellement à Grêmio, dans le championnat du Brésil, il joue au poste de milieu offensif.

## Biographie

### Carrière en club

#### Débuts à Criciúma
Douglas a commencé sa carrière à Criciúma, où il a été formé. Il intègre l'équipe première en 2002, qui a obtenu le titre de Champion du Brésil de Série B, et donc la montée. Il est un élément majeur lors des deux dernières saisons du club en première division brésilienne, en 2003 et 2004. Il a également été élu meilleur joueur du Championnat de Santa Catarina 2005, qu'il a remporté.

#### Passage à Rizespor et retour à Criciúma
Douglas va jouer la première moitié du Championnat de Turquie 2005-2006 à Rizespor, pour ce qui reste sa seule expérience européenne. Début 2006, il retourne à son club formateur de Criciúma, qui est descendu en Championnat du Brésil de Série C, mais son équipe va remporter le titre et remonter en Série B.

#### São Caetano, le début de la renommée
Début 2007, le milieu offensif signe à São Caetano, qui venait de descendre en Série B. Il va vite devenir très apprécié des supporters du club qui va atteindre la finale du Championnat de São Paulo 2007, remporté par Santos. Au début de l'année 2008, il a continué à réaliser de bonnes performances avec 4 buts en 19 matchs. 

#### Période fructueuse aux Corinthians
Après la fin du Championnat de São Paulo 2008, les Corinthians l'ont recruté en lui confiant la mission de fournir la créativité qui manquait à cette équipe alors reléguée en Série B. Il a disputé son premier match avec l'équipe le 10 mai 2008 contre le CRB, et s'est imposé comme titulaire par la suite. Fin 2008, lui et les Corinthians ont réussi à remonter en première division en remportant le championnat. En 2009, il a remporté avec son club le Championnat de São Paulo et la Coupe du Brésil.

#### Difficultés à Al Wasl
En juillet 2009, Douglas signe à Al Wasl, aux Émirats arabes unis. Le club de Dubaï a payé un peu plus de 4 millions d'euros aux Corinthians, qui ont dû reverser 50 % de cette somme à São Caetano, copropriétaire. Ayant des difficultés à s'adapter au mode de vie émirati, le milieu offensif ne reste qu'une demi-saison, car il souhaite retourner au Brésil.

#### Grêmio, le choix du cœur
Le 21 janvier 2010, Douglas a signé un contrat de 3 ans à Grêmio, qui est le club préféré du joueur, alors que Flamengo et Palmeiras étaient aussi intéressés. L'indemnité de transfert s'élevant à un peu plus de 1,5 million d'euros, c'est la recrue la plus chère du club gaúcho pour l'année 2010. Mais le président Duda Kroeff a affirmé que cela n'aurait pas d'incidence négative sur la trésorerie du club. Le numéro 10 dispute son premier match le 7 février 2010 face à l'Universidade au Complexo Esportivo da Ulbra, à Canoas. Il a marqué ses deux premiers buts le 29 avril 2010 face à Fluminense au Maracanã lors des quarts de finale aller de la Coupe du Brésil 2010 (victoire 3-2 et qualification du Grêmio 5-2 sur l'ensemble des deux matchs). Il est actuellement le deuxième meilleur passeur du championnat du Brésil (12 passes décisives) derrière Darío Conca de Fluminense (17 passes décisives). 

### Carrière en sélection
Le 29 octobre 2010, Douglas est convoqué pour la première fois en équipe nationale du Brésil par le sélectionneur Mano Menezes, qui était son entraîneur aux Corinthians, pour le match amical du 17 novembre 2010 face à l'Argentine.

## Palmarès

### En club
Criciúma
- Championnat du Brésil de Série B: 2002
- Championnat du Brésil de Série C: 2006
- Championnat de Santa Catarina: 2005

Corinthians
- Championnat du Brésil de Série B: 2008
- Championnat de São Paulo: 2009
- Coupe du Brésil: 2009

Grêmio
- Championnat Gaúcho: 2010

### Distinctions personnelles
- Meilleur joueur du Championnat de Santa Catarina: 2005
- Meilleur joueur du Championnat du Brésil de Série B: 2008
- Membre de l'équipe type du Championnat Gaúcho: 2010